# Heterothera
Heterothera är ett släkte av fjärilar som beskrevs av Hiroshi Inoue 1943. Heterothera ingår i familjen mätare, Geometridae.

## Dottertaxa tillHeterothera, i alfabetisk ordning[1][2]
- Heterothera comitabilis (Prout, 1923)
- Heterothera consimilis (Warren, 1888)
- Heterothera dentifasciata (Hampson, 1895)
- Heterothera etes (Prout, 1926)
- Heterothera incerta (Inoue, 1986)
- Heterothera postalbida (Wileman, 1911)
  - Heterothera postalbida postalbida (Wileman, 1911)
  - Heterothera postalbida problematica (Bryk, 1949)
- Heterothera quadrifulta (Prout, 1938)
- Heterothera serraria (Lienig, 1846) Tajgafältmätare
- Heterothera serrataria (Prout, 1914)
- Heterothera sororcula (Bastelberger, 1909)
- Heterothera taigana (Djakonov, 1926)
  - Heterothera taigana ishizukai (Inoue, 1955)
  - Heterothera taigana sounkeana (Matsumura, 1927)
  - Heterothera taigana taigana (Djakonov, 1926)
- Heterothera tephroptilus (Fletcher, 1961)
- Heterothera undulata (Warren, 1888)

## Bildgalleri

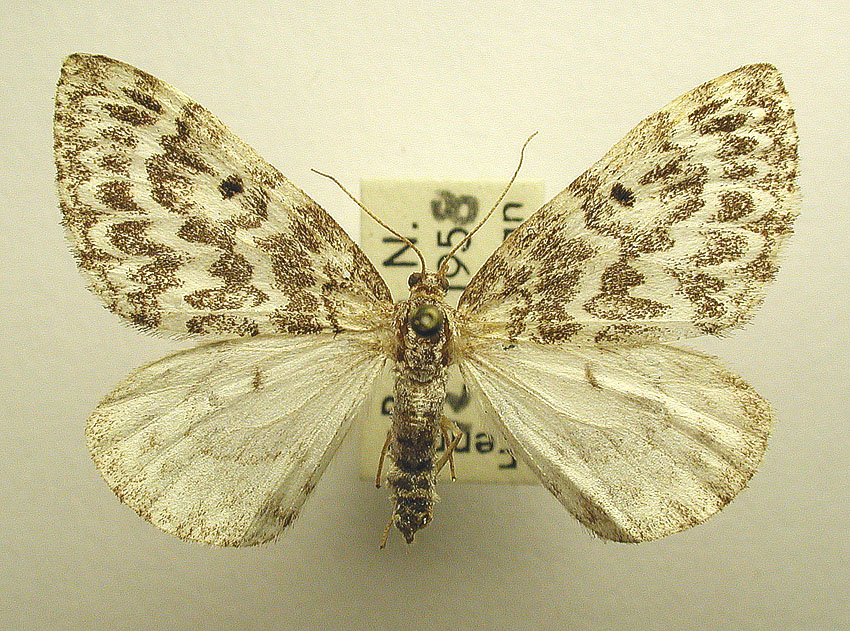
Tajgafältmätare, Heterothera serraria
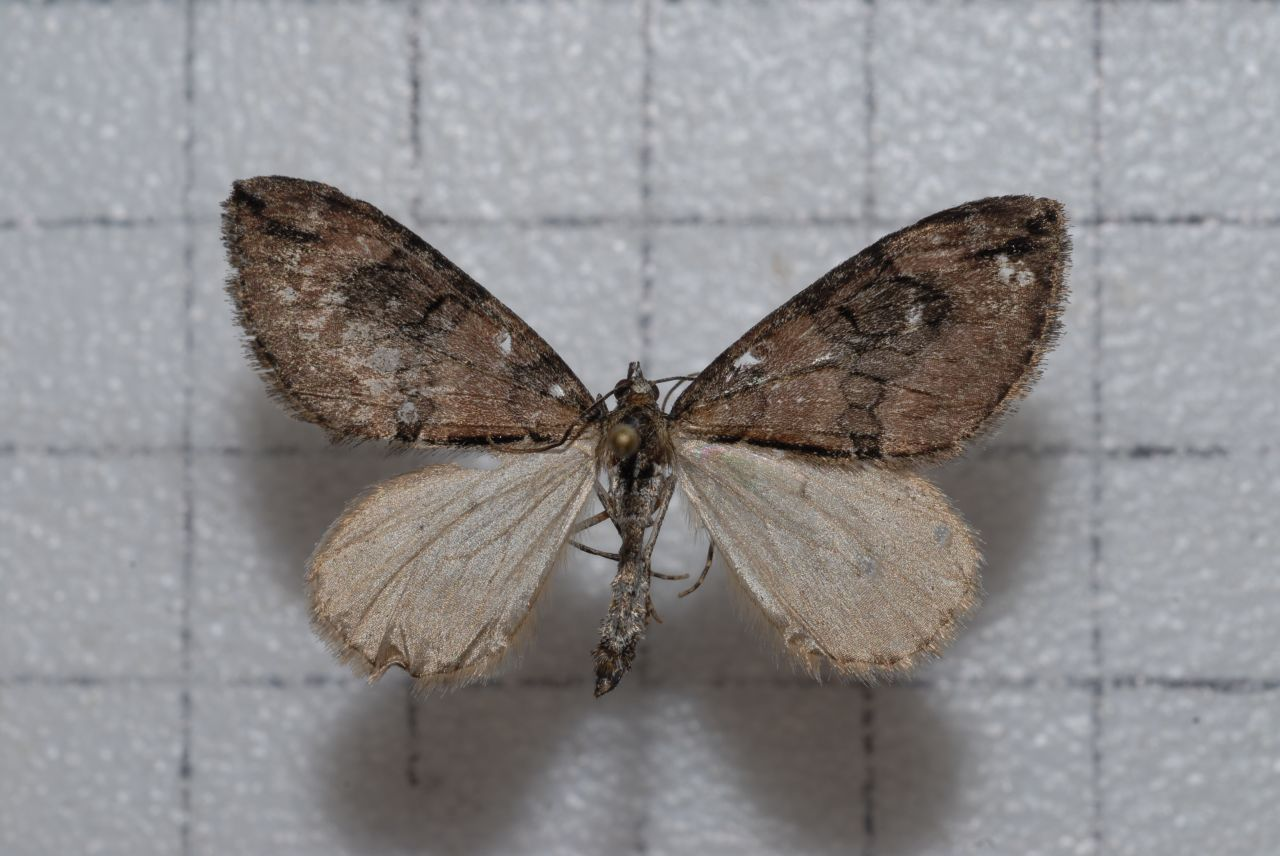
Heterothera sororcula